# Coenotephria senilaria
Coenotephria senilaria är en fjärilsart som beskrevs av Wagner 1919. Coenotephria senilaria ingår i släktet Coenotephria och familjen mätare. Inga underarter finns listade i Catalogue of Life.